# Scott Lewis
Scott Ian Lewis (San Diego, 21 de agosto de 1984) es un músico estadounidense. Es el actual vocalista de la banda de deathcore Carnifex.

## Discografía
Álbumes de estudios
- 2007 - Dead in My Arms
- 2008 - The Diseased and the Poisoned
- 2010 - Hell Chose Me
- 2011 - Until I Feel Nothing
- 2014 - Die Without Hope

EP
- 2006 - Love Lies in Ashes

Demo
- 2005 - Carnifex